# Jiaoliao-Mandarijn
Jiaoliao-Mandarijn is een van de acht varianten van het Mandarijn en de verzamelnaam van verschillende dialecten. Het wordt vooral gesproken op het schiereiland Liaodong in Liaoning en op het schiereiland Shandong in Shandong, maar ook in Qingzhou 青州, Denglian 登连 en Gaihuan 盖桓 in de provincie Heilongjiang. De provincies Liaoning en Shandong hebben samen 44 arrondissementen. Het aantal toonhoogtes in het Jiaoliao-Mandarijn verschilt per dialect, in 32 van de 44 arrondissementen op de twee schiereilanden zijn er vier toonhoogtes en in 12 ervan drie toonhoogtes.
- Sino-Tibetaanse talen
  - Chinese talen
    - Mandarijn
      - Jiaoliao-Mandarijn

## Dialecten in het Jiaoliao-Mandarijn
- Qingdaohua
- Yantaihua
- Yingkouhua
- Anshanhua
- Panjinhua
- Liaoyanghua
- Benxihua
- Jiaozhouhua
- Dalianhua
- Dandonghua
- Qingzhouhua
- Denglianhua
- Gaihuanhua